# La senda del crimen
La senda del crimen (en inglés, The Doorway to Hell) es una película estadounidense de gánsteres de la era precode, 1930. Dirigida por Archie Mayo, tiene como actores principales a Lew Ayres, Dorothy Mathews y James Cagney, en su segunda película.
El guion se basa en la novela —nunca publicada— A Handful of Clouds (Un puñado de nubes) escrita por Rowland Brown. El título de la película es sensacionalista —más en inglés que en español— en la línea de muchas otras películas precode. Con los títulos de crédito aparece la frase también sensacionalista: «The picture Gangland defied Hollywood to make!» (La película que los gánsteres pensaron que Hollywood nunca se atrevería a filmar).

## Argumento
El mafioso Louie Ricarno (Lew Ayres) pretende retirarse después de alcanzar la cima del poder dentro del hampa. Después de casarse con Doris (Dorothy Mathews) se dirige a Florida donde se dedica al deporte y a escribir sus memorias.
Durante su ausencia reaparece la rivalidad entre las distintas bandas, pero se niega a volver a Chicago por mucho que su mejor amigo, Steve Mileaway (James Cagney), se lo requiera con cartas y telegramas. Para obligarle a volver los gánsteres lo intentan todo y los resultados no son los esperados.

## Reparto
- Lew Ayres... Louie Ricarno
- Charles Judels... florista (escenas eliminadas)
- Dorothy Mathews... Doris
- Leon Janney... Jackie Ricarno
- Robert Elliott... Jefe de Policía Pat O'Grady
- James Cagney... Steve Mileaway
- Kenneth Tomson... Capitán de la Academia
- Jerry Mandy... Joe, gánster
- Noel Madison... Rocco
- Edwin Argus... Midget
- Eddie Kane... Dr. Morton
- Tom Wilson... Big Shot Kelly, gánster
- Dwight Frye... Monk, gánster

## Crítica
En el momento del estreno, el periódico The New York Times describe esta película sobre la mafia de Chicago como «inteligente y emocionante»; sin embargo, califica el romance como «plausible y cruel». Valora muy positivamente el reparto, destacando que sólo hay una estrella, Lew Ayres, teniendo en cuenta su aspecto de inocente joven universitario.
Una crítica más reciente de AllMovie —reimpresa por The New York Times el 3 de noviembre de 2012—, apunta que la película fue innovadora en su momento y que introdujo muchos elementos que se convertirían en estándares dentro del cine de gánsteres, como metralletas camufladas en estuches de violín, tiroteos tremendos y rivalidad enconada entre las bandas por el control del tráfico de ron.

## Otros
Por otra parte, son claras las influencias sobre películas como Scarface, dirigida por Howard Hawks y producida en 1932 por Howard Hughes. Además, el famoso gesto de George Raft que juega con una moneda tirándola y recogiéndola con una sola mano, ya está presente en La senda del crimen.
La película estuvo nominada al Óscar al mejor argumento —predecesor del premio al mejor guion original, que la Academia de las Artes y las Ciencias Cinematográficas de Hollywood otorgó entre 1928 y 1956—.